# Edmund Gettier
Edmund L. Gettier III (1927, Baltimore, Maryland – 23 de març de 2021) fou un filòsof estatunidenc i professor emèrit de la Universitat de Massachusetts a Amherst; deu la seva reputació a un únic article de tres pàgines publicat l'any 1963: "És coneixement la creença vertadera justificada?".
Gettier va estudiar a la Universitat Cornell, on alguns dels seus mestres van ser el filòsof del llenguatge Max Black i el wittgensteinià Norman Malcolm. El mateix Gettier va ser atret inicialment per les idees tardanes de Ludwig Wittgenstein. El seu primer treball com a professor va ser a la Universitat Wayne State a Detroit, Michigan. Entre els seus col·legues filosòfs a Wayne State hi havia, entre d'altres, Alvin Plantinga i Héctor-Neri Castaneda.
Donades les escasses publicacions que havia fet fins llavors, els seus companys el van animar a escriure qualsevol idea que tingués amb l'objectiu de satisfer l'administració. El resultat va ser un petit escrit de tres pàgines que s'ha convertit en un dels articles més coneguts de la història recent de la filosofia. Des de llavors, Gettier no va publicar res més, però va inventar i ensenyar als seus alumnes graduats nous mètodes per trobar i exemplificar contramodels en lògica modal, així com semàntiques simplificades per a diverses lògiques modals.
Al seu article, Gettier qüestiona la definició de coneixement com a "creença vertadera justificada", què té les seves arrels a l'obra Teetet de Plató, afirmant que la "creença vertadera justificada" no és condició suficient perquè la proposició "S coneix p" sigui vertadera.

## El problema de Gettier
Gettier dona diversos exemples de creences que són vertaderes i justificades, però que no es poden considerar, des d'un punt de vista intuïtiu, "coneixement". Alguns exemples d'aquest tipus de creences reben avui dia el nom de "contraexemples de Gettier". El fet que la crítica de Gettier al model de la "creença vertadera justificada" és sistemàtica ha fet possible que apareguin multitud de contraexemples. Per exemple:
Estic seguint per TV la final masculina del campionat de tennis de Wimbledon entre John McEnroe i Jimmy Connors, es troben al punt de partit i McEnroe guanya. Em dic a mi mateix/a "John McEnroe és el campió del masculí de Wimbledon d'aquest any". En canvi, de forma totalment desconeguda per a mí, el canal de TV on estava veient el partit ha patit un error de retransmissió i ha emès la final de l'any anterior, on McEnroe va guanyar Connors. Per tant, jo he estat veient el partit de l'any anterior i he cregut que McEnroe guanya Connors aquest any. A això s'afegeix que de fet, a la realitat, McEnroe ha tornat efectivament a guanyar Connors aquest any. De manera que (1) el meu pensament anterior és, en qualsevol cas, veritat; (2) tinc bones raons per a pensar-ho (la meva creença està justificada); i (3) ho penso realment. En canvi, en un cert sentit jo no puc afirmar realment que "sé" que McEnroe ha guanyat Connors, perquè ha estat només de forma accidental que tinc raó: la meva creença no estava basada en un tipus de justificació correcta.
Amb aquests tipus de contraexemples, Gettier va inspirar un gran nombre de treballs destinats a trobar una nova definició operativa de "coneixement". Algunes de les respostes van incloure:
- L'ús que Gettier fa del terme "justificació" és massa ample, i només alguns tipus de justificacions han de considerar-se vàlides;
- Els exemples de Gettier no es poden considerar de cap manera justificacions, ja que només alguns tipus de proves tenen caràcter justificador;
- El coneixement ha de tenir una quarta condició, com una mena de "sense falses premisses" o "irrebatibles";
- Robert Nozick ha suggerit que el coneixement ha de ser una "creença vertadera justificada" basada en una veritat que es pugui rastrejar (truth-tracking): creences mantingudes de tal manera que si resulten ser falses no es mantindrien, i viceversa.
- Colin McGinn, per la seva banda, ha suggerit que el coneixement és "atòmic" (és a dir, és indivisible en components més petits). Tenim coneixement quan tenim coneixement, i qualsevol definició precisa de coneixement fins i tot podria incloure la paraula "coneixement".[3]

Un estudi de l'any 2001 fet per Weinberg, Nichols i Stich suggereix que l'impacte del problema de Gettier varia segons les cultures. En particular, sembla que les persones dels països occidentals semblen més propenses a estar d'acord amb les opinions exposades a la història que no pas les persones de l'Àsia oriental. Estudis posteriors no van poder replicar aquests resultats.